# Hackbo
El Hackerspace de Bogotá, Hackbo (estilizado HackBo) es un espacio físico y virtual gestionado y mantenido comunitariamente desde diciembre de 2010 y desde 2018 es también un espacio Femhack. Actualmente su sede física se encuentra en la localidad de Chapinero, en la zona sur, limítrofe con el río Arzobispo. En el espacio físico se organizan: charlas, talleres, conferencias, laboratorios, proyecciones audiovisuales y conciertos.

## Líneas de interés
Las personas que participan en el Hackerspace se denominan como diversasy realizan actividades relacionadas con las tecnologías alternativas, desarrollo móvil, web, web descentralizada, seguridad informática, las artes digitales, la producción audiovisual, la animación, la música, las criptodivisas, la narrativa/visualización de datos, el activismo, las bibliotecas, los mapeos digitales y los derechos digitales. Promueven el uso del  software y hardware libre y ha sido el espacio para realizar eventos de cultura libre, como las editatonas de mujeres en Wikipedia, entre otros.

### Proyectos, comunidades y agrupaciones

#### Actuales
- CanAirIO[14][15][16]
- Conector[17]
- Grafoscopio[18][19]
- mutabiT[20]
- ruYdo[21]
- TupiTube

#### Pasadas
- Ecomunidad
- La Par
- Lumera[22][23]
- RedPaTodos